# Schwellenwert (Instinkttheorie)
Schwellenwert (auch: Eintrittsschwelle) ist ein Fachbegriff der vor allem von Konrad Lorenz und Nikolaas Tinbergen ausgearbeiteten Instinkttheorie der klassischen vergleichenden Verhaltensforschung (Ethologie). Er bezeichnet, in Anlehnung an die Reizschwelle in der Sinnesphysiologie, jenes Mindestmaß an „aktionsspezifischer Erregung“, das bei Erscheinen eines Schlüsselreizes gerade noch eine Instinktbewegung ermöglicht. „Reize, die diesen Wert nicht erreichen und dementsprechend keine erkennbare Reaktion hervorrufen, nennt man unterschwellig. Schwellenwerte sind keine absoluten Größen, sondern können von verschiedenen Innen- und Außenbedingungen beeinflußt werden.“

## Die Funktion von Schwellenwerten in der Instinkttheorie
Die bekannteste Modellvorstellung, wie es bei einem Tier zur Handlungsbereitschaft kommt, stammt George Barlow zufolge von Konrad Lorenz und wurde von diesem als das psychohydraulische Instinktmodell bezeichnet. Lorenz nahm an, dass im Zentralnervensystem für jede Instinktbewegung (bedeutungsgleich: „Erbkoordination“) kontinuierlich eine „aktionsspezifische Erregung“ produziert und gespeichert werde (gelegentlich ist auch die Rede von „aktionsspezifischer Energie“). Diese Erregung staue sich gleichsam an und werde insbesondere dann abgebaut, wenn der zur jeweiligen Instinktbewegung gehörige Schlüsselreiz wahrgenommen werde und die Instinktbewegung daraufhin ablaufe. Intensität und Dauer der Reaktion auf den Schlüsselreiz sind dem Modell zufolge abhängig von der angestauten Erregung, daher „ist die Bereitschaft zur Ausführung einer Instinkthandlung Schwankungen unterworfen. […] Dieser Erscheinung begegnet man in mehr oder weniger ausgeprägter Weise bei allen Instinkthandlungen.“ Man beobachte sowohl „Ansteigen der Handlungsbereitschaft mit dem zeitlichen Abstand zum letzten Reaktionsablauf“ (das Tier reagiere auf immer unspezifischere Auslöser mit der Instinktbewegung) als auch „Sinken der Handlungsbereitschaft durch Abreaktion“. Als Sonderfall gelten Konrad Lorenz zufolge Leerlaufhandlung (die Handlungsbereitschaft ist so groß, dass die Instinktbewegung aufgrund einer Schwellenwert-Erniedrigung ohne erkennbarem Schlüsselreiz abläuft) und Übersprungbewegung (zwei widerstreitende Handlungsbereitschaften blockieren einander).
Der Schwellenwert für das Auslösen einer Instinktbewegung wird der Instinkttheorie zufolge also durch zwei voneinander unabhängige Einflussgrößen bestimmt: Zum einen durch die von Konrad Lorenz vermuteten, stetig Erregung produzierenden Zellgruppen im Inneren, und zum anderen durch die Qualität des externen Auslösers. Lorenz erläuterte das Zusammenspiel beider Einflussgrößen am Beispiel des Kampfverhaltens von Buntbarsch-Männchen: „Läßt man ein Astatotilapia-Männchen, das nach wiederholtem Darbieten stärkster Attrappen völlig ‚ausgekämpft‘ ist, einen oder zwei Tage ruhen, so findet man seine Handlungsbereitschaft bis auf das vorherige Maß wiederhergestellt. Wenn man dem Versuchstier kampfauslösende Reize durch mehrere Tage vorenthält, so steigt seine Erregbarkeit nicht nur auf das vorherige, ‚normale‘ Maß an, sondern noch weit darüber hinaus. Das Tier spricht nun auf völlig inadäquate, die biologisch ‚richtige‘ Umweltsituation durchaus nicht kennzeichnende Reizkonfiguration mit Kampfbewegungen an.“ Dieses Ansprechen auf inadäquate Reize ist der Instinkttheorie zufolge verbunden mit Appetenzverhalten, das heißt mit einer aktiven Suche nach einem auslösenden Reiz.

## Kritik
Tatsächlich können identische Reize bei einem Tier zu unterschiedlichen Zeitpunkten unterschiedliche Reaktionen auslösen. Beispielsweise wird ein Vogel, der einige Zeitlang kein Futter gefressen hat, anfangen, nach etwas Wohlschmeckendem zu suchen (Appetenzverhalten) und schließlich – wenn er allzu lange nichts Wohlschmeckendes gefunden hat – auch mit weniger beliebtem Futter vorliebnehmen. Umgekehrt wird dieses Tier, wenn es hinreichend viel Futter zu sich genommen hat, erneut eine Zeitlang keine Nahrung aufnehmen, auch nichts Wohlschmeckendes. Die Deutung solcher Beobachtungen unter Rückgriff auf die hypothetischen, stetig Erregung produzierenden Zellgruppen erwies sich jedoch als Irrweg, da man „keine Entsprechung im Organismus“ gefunden hat. Zudem hatte Konrad Lorenz argumentiert:

„Eine Instinktbewegung, bei der der Schwellenwert auslösender Reize nicht absinkt, scheint es nicht zu geben.“

Diese Annahme führe aber zu „dysteleonomischen“ Konsequenzen, d. h. zu Verhaltensweisen wie der Leerlaufhandlung, deren Entstehen aus evolutionsbiologischer Sicht unerklärlich sind, wandte 1992 beispielsweise Hanna-Maria Zippelius ein:

„Ein Tier, das in seiner Umwelt ohne Konkurrenz lebt, müßte aufgrund eines Triebstaus Appetenzverhalten zeigen, d. h. nach einem Rivalen Ausschau halten, mit dem es sich im Kampf messen kann. […] Als dysteleonom wäre auch eine aktionsspezifische Ermüdung des Kampftriebes anzusehen, da ein Tier in einem solchen Zustand nicht mehr auf die Erfordernisse der Umwelt z. B. bei Revier- oder Jungenverteidigung in sinnvoller Weise antworten könnte.“

Als Problematisch beschrieben wurde ferner, dass eine Theorie sich nur dann bewährt, wenn die in ihr angelegten Vorhersagen einer empirischen Überprüfung standhalten. Um aber zum Beispiel eine Schwellenwerterhöhung beim Kampfverhalten im Experiment aufzuzeigen,

„ist es in der Regel notwendig, mit dem gleichen auslösenden Objekt mehrere Versuche in Folge auszuführen, bis das Tier hierauf nicht mehr anspricht. In einem anschließenden Test müßte dann gezeigt werden, daß durch eine Umweltsituation mit höherem Reizwert die Verhaltensweise wieder ausgelöst werden kann. Bei dieser Vorgehensweise ist nicht auszuschließen, daß das Versuchstier mit dem mehrfach hintereinander gebotenen Objekt Erfahrungen macht, die sein Verhalten im nachfolgenden Test beeinflussen. So könnte das Ausbleiben der Reaktion nach mehrmaliger Auslösung der Erbkoordination anstatt durch aktionsspezifische Ermüdung auch durch den Lernvorgang der Gewöhnung bedingt sein, ein Vorgang, der vor allem bei Attrappenversuchen leicht eintritt, da das Tier durch ständige ‚Mißerfolge‘ seine Reaktion gegenüber dem zunächst auslösenden Objekt einstellt. […] Selbst für den Fall, daß das Versuchstier in dem Test nur Objekte mit höherem Reizwert beantwortet, kann der Experimentator nicht entscheiden, ob das Tier in Abhängigkeit von einem niedrigen Erregungsniveau der Triebenergie in dieser Weise reagiert oder ob es aufgrund der Erfahrung , die es in den zuvor erfolgten Sukzessivversuchen machen konnte, über bestimmte Merkmale der gebotenen Objekte generalisiert und damit ganz unabhängig von seinem aktuellen Energieniveau eine Entscheidung trifft.“

## Historischer Hintergrund
Die Betonung der Spontaneität des Verhaltens von Tieren (wie sie u. a. im Konstrukt des Schwellenwerts geschah) und dessen Erklärung durch physiologische Phänomene richtete in den 1930er-Jahren einen Gegenpol zum Behaviorismus und dessen Black-Box-Modells sowie insbesondere zur Anschauung der Vitalisten auf, die zwar – wie die Ethologen – vom Instinkt sprachen, hierunter aber einen außernatürlichen Faktor verstanden. Johan Bierens de Haan formulierte seine vitalistische Position noch 1940 so:

„Wir betrachten den Instinkt, aber wir erklären ihn nicht.“

Heute kann diese Aussage befremdlich klingen; jedoch verzichten auch die Hirnforscher der Gegenwart auf die Erklärung vieler Phänomene, die zwar als existierend betrachtet werden (Geist, Vernunft, Gewissen, Selbstbewusstsein ...), über deren physiologisches oder anatomisches Korrelat man aber bislang wenig in Erfahrung gebracht hat und deren „Erklärung“ man daher den Philosophen oder dem eigenen Alterswerk überlässt.

## Belege
1. ↑  Hanna-Maria Zippelius: Die vermessene Theorie. Eine kritische Auseinandersetzung mit der Instinkttheorie von Konrad Lorenz und verhaltenskundlicher Forschungspraxis. Braunschweig: Vieweg 1992, S. 10, ISBN 3-528-06458-7.
2. ↑  Eintrag Schwelle in: Klaus Immelmann: Grzimeks Tierleben, Ergänzungsband Verhaltensforschung. Kindler Verlag, Zürich 1974, S. 636.
3. ↑  Konrad Lorenz: Vergleichende Verhaltensforschung. Grundlagen der Ethologie. Springer, Wien und New York 1978, S. 143, ISBN 978-3-7091-3098-8.
4. ↑  Uwe Jürgens und Detlev Ploog: Von der Ethologie zur Psychologie. Kindler Verlag, München 1974, S. 22–23, ISBN 3-463-18124-X.
5. ↑  Konrad Lorenz: Vergleichende Verhaltensforschung. Grundlagen der Ethologie, S. 95.
6. ↑  Wolfgang Schleidt (Hrsg.): Der Kreis um Konrad Lorenz. Ideen, Hypothesen, Ansichten. Paul Parey, Berlin und Hamburg 1988, S. 67, ISBN 3-489-63336-9.
7. ↑  Konrad Lorenz: Vergleichende Verhaltensforschung. Grundlagen der Ethologie, S. 104.
8. ↑  Hanna-Maria Zippelius: Die vermessene Theorie, S. 71.
9. ↑  Hanna-Maria Zippelius: Die vermessene Theorie, S. 74.
10. ↑  Hanna-Maria Zippelius: Die vermessene Theorie, S. 68–69.
11. ↑  Zitiert aus: Konrad Lorenz: Vergleichende Verhaltensforschung. Grundlagen der Ethologie, S. 2.